# Curriea acuta
Curriea acuta är en stekelart som beskrevs av Brandt 2000. Curriea acuta ingår i släktet Curriea och familjen bracksteklar. Inga underarter finns listade i Catalogue of Life.